# Вязовская, Марина Сергеевна
Мари́на Серге́евна Вязо́вская (укр. Мари́на Сергі́ївна Вязо́вська; род. 2 декабря 1984, Киев) — украинский математик. Кандидат физико-математических наук (Институт математики НАН Украины, 2010), Dr. rer. nat. (Боннский университет, 2013), иностранный член НАН США (2025). Является автором решения задачи об упаковке шаров в восьмимерном пространстве. Лауреат Международной премии имени Р. Салема (2016), премии SASTRA Рамануджан (2017), премии Математического института Клэя (2017), премии «Новые горизонты математики» (2018), Филдсовской премии (2022).

## Биография
Росла в Киеве, училась в Киевском естественно-научном лицее № 145, принимала участие в олимпиадах по математике. Училась на механико-математическом факультете Киевского национального университета имени Тараса Шевченко. Каждый год занимала призовые места на Международной студенческой олимпиаде по математике в 2002—2005 годах, завоевав первые призы в 2002 и 2005 годах. После этого продолжила обучение в Германии и степень магистра получила в Кайзерслаутерне в 2007 году.

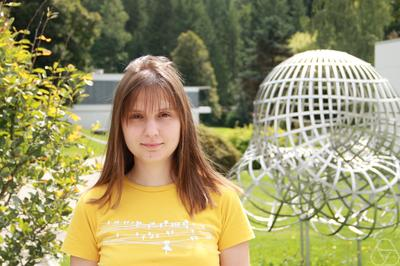
Марина Вязовская в Математическом институте Обервольфаха, 2012 год

В мае 2010 года защитила кандидатскую диссертацию в Институте математики НАН Украины на тему «Неравенства для полиномов и рациональных функций и квадратурные формулы на сфере». В 2013 году получила докторскую степень (Dr. rer. nat.) в Боннском университете. Её докторская диссертация «Модулярные функции и специальные циклы» (англ. Modular Functions and Special Cycles) написана под руководством Дона Цагира и связана с аналитической теорией чисел.
Являлась постдокторским исследователем в Берлинской математической школе и Берлинском университете имени Гумбольдта.
В настоящее время (2020) — ординарный профессор в Федеральной политехнической школе Лозанны, Швейцария.
Вошла в список «100 самых вдохновляющих и влиятельных женщин 2022 года» по версии британской вещательной корпорации Би-би-си.

### Задача об упаковке шаров
В 2016 году Вязовская решила задачу об упаковке шаров в восьмимерном пространстве и, в соавторстве, — в 24-мерном.
Раньше задача упаковки шаров была решена только для пространств с тремя и меньше измерениями, а решение трёхмерного случая (гипотезы Кеплера) было изложено на 300 страницах текста с использованием 50 000 строчек программного кода.
Вместе с тем, решение Вязовской восьмимерного случая занимает всего 23 страницы и является «ошеломляюще простым». На исследование этой задачи Вязовскую вдохновил киевский математик Андрей Бондаренко. Над решением она работала два года в Берлине. За решение задачи упаковки шаров Марине Вязовской в 2016 году присуждена престижная премия Салема, а в 2022 году — Филдсовская премия, при этом она стала второй женщиной в истории, награждённой этой медалью.
В 2022 году Вязовская была включена в список 100 самых вдохновляющих и влиятельных женщин мира, составленный Би-би-си.

## Личная жизнь
Муж — физик Даниил Евтушинский. Есть сын и дочь.

## Награды и премии
- Международная премия имени Р. Салема (2016)
- Премия Математического института Клэя (2017)
- Премия SASTRA Рамануджан (2017)
- Новые горизонты математики (2018)[25]
- Премия Ферма (2019)
- Премия Рут Литл Саттер[англ.] (2019)
- Филдсовская премия (2022)[26].
- Орден «За заслуги» I степени (13 июля 2022, Украина) — за выдающийся личный вклад в развитие мировой науки, популяризацию отечественной математической школы, укрепление авторитета Украинского государства[27]

## Избранные труды
- Andriy Bondarenko, Danylo Radchenko, Maryna Viazovska. Optimal asymptotic bounds for spherical designs // Annals of Mathematics. Second Series. — 2013. — Vol. 178, № 2. — P. 443–452. — doi:10.4007/annals.2013.178.2.2. — arXiv:1009.4407.
- Maryna Viazovska. The sphere packing problem in dimension 8. — 2016. — arXiv:1603.04246.
- Henry Cohn, Abhinav Kumar, Stephen D. Miller, Danylo Radchenko, Maryna Viazovska. The sphere packing problem in dimension 24. — 2016. — arXiv:1603.06518.